# Ion Codreanu (membru al Sfatului Țării)
Ion Codreanu (n. 14 aprilie 1879, Ștefănești, Județul Soroca – d. 15 februarie 1949, București) a fost un țăran basarabean, membru al Sfatului Țării.
La data de 27 martie 1918 Ion Codreanu a votat Unirea Basarabiei cu România.
În 1940 este arestat și condamnat, de autoritățile sovietice după ocuparea Basarabiei în 28 iunie 1941, împreună cu alte 13 persoane, ca membri activi ai mișcării contrarevoluționare Blocul Moldovenesc și Sfatul Țării. Doar Ion Codreanu a scăpat de masacru, fiind dat la schimb, în luna mai 1941, pentru comunista Ana Pauker, capturată și arestată de siguranța română și condamnată în 1935 la zece ani de închisoare.